# Russel Crouse
Pour les articles homonymes, voir Crouse.
Russel Crouse est un scénariste et producteur américain né le 20 février 1893 à Findlay, Ohio (États-Unis), décédé le 3 avril 1966 à New York (États-Unis).

## Filmographie

### Comme scénariste
- 1936 : Transatlantic Follies (Anything Goes), de Lewis Milestone
- 1937 : Mountain Music (en) de Robert Florey
- 1938 : Big Broadcast of 1938 (The Big Broodcast of 1938)
- 1938 : Artists and Models Abroad
- 1939 : The Great Victor Herbert
- 1954 : Les femmes mènent le monde (Woman's World)

### Comme producteur
- 1949 : The Hasty Heart